# Olympische Winterspiele 2018/Teilnehmer (Moldau)
| Gelbes Symbol für Goldmedaillen mit stilisierten Olympischen Ringen | Graues Symbol für Silbermedaillen mit stilisierten Olympischen Ringen | Braundes Symbol für Bronzemedaillen mit stilisierten Olympischen Ringen |
| ------------------------------------------------------------------- | --------------------------------------------------------------------- | ----------------------------------------------------------------------- |
| —                                                                   | —                                                                     | —                                                                       |

Die Republik Moldau nahm an den Olympischen Winterspielen 2018 in Pyeongchang mit zwei Athleten in zwei Sportarten teil, beides Männer. Nicolae Gaiduc trug die Flagge der Republik Moldau während der Eröffnungsfeier.

## Teilnehmer nach Sportarten

### Ski Alpin
| Athleten         | Wettbewerbe | 1. Lauf     | 2. Lauf | Gesamt        | Gesamt        |
| Athleten         | Wettbewerbe | Zeit        | Zeit    | Zeit          | Rang          |
| ---------------- | ----------- | ----------- | ------- | ------------- | ------------- |
| Männer           |             |             |         |               |               |
| Christopher Hörl | Abfahrt     | −           | −       | 1:45,21 min   | 40            |
| Christopher Hörl | Kombination | 1:22,25 min | DNS     | ausgeschieden | ausgeschieden |

### Skilanglauf
| Athleten       | Wettbewerbe     | Zeit        | Rang |
| -------------- | --------------- | ----------- | ---- |
| Männer         |                 |             |      |
| Nicolae Gaiduc | 15 km klassisch | 43:43,3 min | 106  |